# Friedrich von Domneck

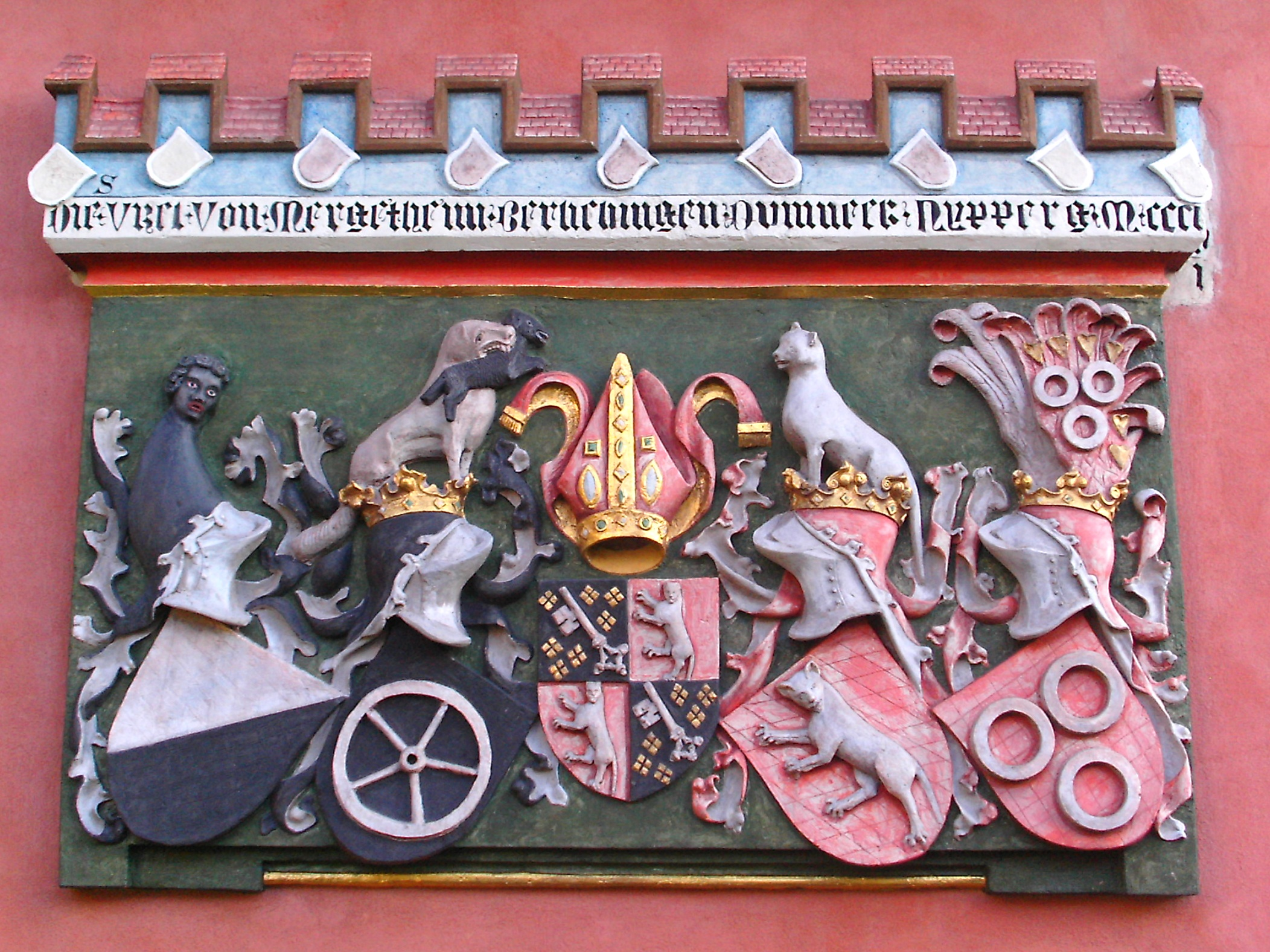
Wappenrelief des Fürstbischofs Friedrich von Domneck (mit ergänzenden Ahnenwappen), am Bischofsschloss zu Ladenburg, heutiges Lobdengau-Museum

Friedrich von Domneck, auch Friedrich von Domeneck (* 1385; † 1. Mai 1445 in Heidelberg) war  kurpfälzischer Rat,  Domdekan und von 1426 bis 1445 Fürstbischof von Worms.

## Herkunft
Er entstammte dem Adelsgeschlecht der Tumminge von Domeneck, mit Stammsitz auf Burg Domeneck bei Möckmühl und wurde geboren als Sohn des Poppo von Domneck sowie seiner Gattin Margaretha geb. von Berlichingen, deren Bruder Friedrich der Urgroßvater des berühmten Ritters Götz von Berlichingen mit der eisernen Hand war.

## Leben und Wirken
Friedrich von Domneck wählte den geistlichen Stand und besaß bereits 1397 ein Kanonikat am Ritterstift Wimpfen, 1404 immatrikulierte er sich zum Studium an der Universität Heidelberg. Zusätzlich erhielt er ein Kanonikat am Julianastift Mosbach und am Domstift Worms. Domneck gehörte spätestens seit 1425 dem Rat des Pfalzgrafen Otto I. an, der von 1427 bis 1442 die  faktische Regierungsgewalt in der Kurpfalz ausübte. Mit seiner Unterstützung dürfte Friedrich von Domneck auch 1425 Wormser Domdekan geworden sein.

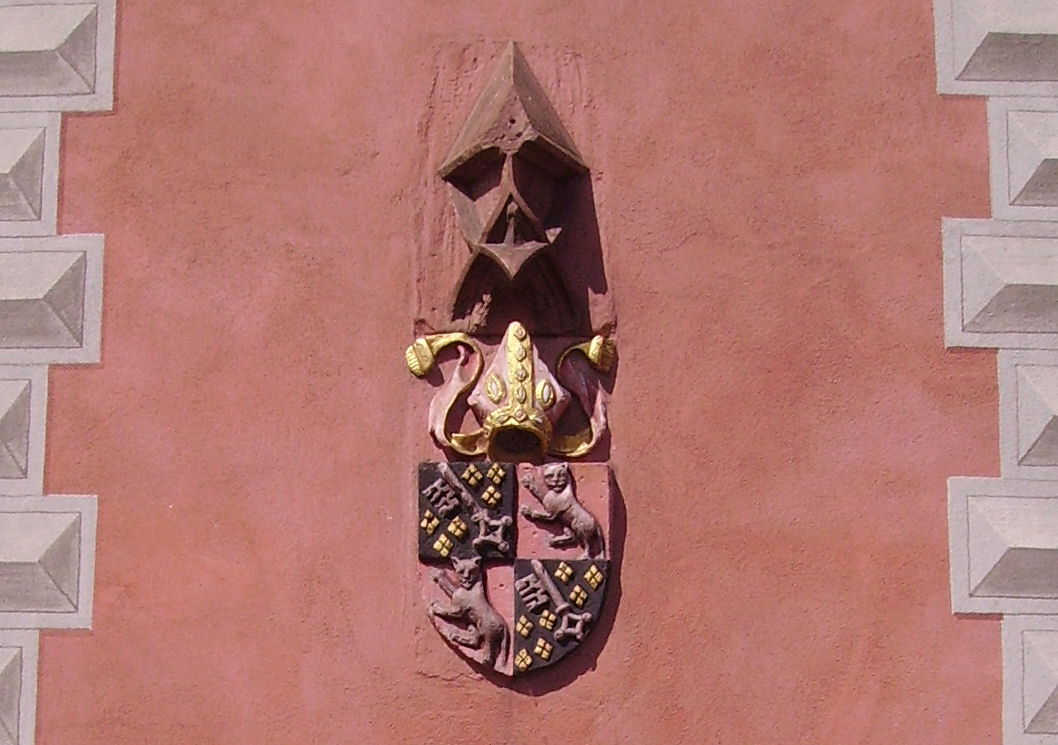
Persönliches Bischofswappen am bischöflichen Schloss Ladenburg

Mit Datum vom 6. Juni 1426 resignierte der Wormser Bischof Eberhard III. von Stettenberg nach wenigen Tagen Regierungszeit von seinem Amt. Daraufhin wählte man – vermutlich ebenfalls unter kurpfälzischem Einfluss – am 12. Juni des Jahres Friedrich von Domneck zu seinem Nachfolger.
Die Persönlichkeit von Bischof Domneck ist ambivalent. In jüngeren Jahren hatte er mindestens eine Konkubine, mit der er den unehelichen Sohn Georgius Domeneki zeugte, welcher ebenfalls in den geistlichen Stand eintrat. Später tritt er als unermüdlicher Reformer hervor und wird wegen seines friedfertigen Wesens gerühmt. Der Wormser Stadtchronist Friedrich Zorn (1538–1610) merkt dazu an, „dass bei ihm, wie bei so manchem Zeitgenossen, dem Geist des Eiferns ein Geist des Leichtsinns vorausgegangen war.“
Der Historiker Wilhelm Christoph Friedrich Arnold lobt Domneck ausdrücklich da „er die Politik seiner Vorgänger aufgab und während seines ganzen Lebens eine glückliche Eintracht mit der Stadt zu erhalten wusste.“ Er sei vermutlich der „friedfertigste Bischof“ gewesen, den Worms jemals hatte. 1431 kam es zu einem Bauernaufstand, wobei man insbesondere den Juden nachstellte. Hier trat der Bischof den Aufständischen persönlich entgegen und diese zogen friedlich ab, nachdem er ihnen freundlich und herablassend zugesprochen hatte.
Das Konzil von Basel (1431–1449) erarbeitete zahlreiche Reformdekrete, die Bischof Friedrich von Domneck nachhaltig in seinem Bistum umsetzte. Es existiert beispielsweise ein Sendschreiben von 1443, in dem er die Abstellung von Missbräuchen beim Gottesdienst verlangt, das Verbot der Resignation und Übertragung von Benefizien ohne seine ausdrückliche Zustimmung ausspricht, sowie befiehlt, dass alle Konkubinen und heimlichen Ehefrauen von Geistlichen seines Sprengels innerhalb einer Frist von sechs Tagen nach Erhalt des Erlasses entfernt sein müssen. Er holte unter Mithilfe von Kurfürst Ludwig IV.  die Windesheimer Reformkongregation in sein Bistum und übergab ihr das ausgestorbene Kloster Kirschgarten bei Worms. Es kamen  Regularkanoniker aus dem Kloster Böddeken, welche 1443 dort einzogen, das Kloster reformierten und es schnell zu einem lokalen Zentrum der kirchlichen Erneuerung machten. Von dort aus wurden weitere Konvente im Sinne der Devotio moderna beeinflusst, u. a. Kloster Liebenau und Stift Frankenthal. 1442 nahm der Bischof an den Aachener Krönungsfeierlichkeiten des Kaisers Friedrich III. teil.
Friedrich von Domneck residierte in den späteren Lebensjahren hauptsächlich in Heidelberg und Ladenburg. Hier ließ er den alten Saalbau der Bischöfe renovieren und ausmalen. Als Motiv wählte er – vielleicht auch mit Bezug auf seine eigene Vergangenheit  – einen Zyklus zum Thema „Sieg der Frauenlist über die Männer“. Dieser alte Saalbau, dessen Wurzeln schon in der Karolingerzeit lagen, verlor später seine Funktion als Wohnsitz der Wormser Bischöfe und wurde dahingehend von dem jetzigen Schloss abgelöst, das man nahe bei dem alten Gebäude errichtete. 1868 wurde der mittlerweile heruntergekommene und nur noch als Scheune genutzte Saalbau abgerissen. Von ihm befinden sich am neuen Schloss eingemauert, ein kleinerer Wappenstein, sowie ein großes Relief (1436) mit der Wappengenealogie des Bischofs Friedrich von Domneck.
Bischof Friedrich verstarb am 1. Mai 1445 in Heidelberg, wo er von dem Domherrn und bischöflichen Nachfolger Ludwig von Ast einen großen Hof erworben hatte. Er wurde im Chorbereich des Wormser Domes beigesetzt und hatte u. a. auch das Fest Mariä Heimsuchung in seiner Diözese eingeführt. Abgesehen von seinem unehelichen Sohn starb mit ihm das Adelsgeschlecht der Tumminge von Domeneck aus.